# Ladies’ Man: A Made Movie
Ladies' Man: A Made Movie (pol. Bożyszcze kobiet) – amerykańska komedia z 2013 roku wyprodukowana przez stację MTV, którego premiera światowa odbyła się 9 kwietnia 2013 roku, zaś premiera w Polsce nastąpiła 12 lipca 2013 w MTV o godzinie 16:55.

## Fabuła
Toby Miller to przeciętniak, który dla dziewczyn zawsze był dobrym kumplem, ale nikim więcej. „Świetny kumpel”, „milutki facet”, „masz ciekawą osobowość”, „jesteś dla mnie jak brat” - takie teksty od lasek Toby zna już na pamięć, choć wolałby usłyszeć coś w rodzaju „kręcisz mnie”. Ma jednak nadzieję, że gdy trafi do college'u, ta sytuacja się zmieni. Już pierwszego dnia wpada mu w oko Dahlia, rewelacyjna laska, o jakiej marzył. Co zrobi, żeby ją zdobyć? Czy da się zrobić z tych ciepłych klusek prawdziwego ogiera? 

## Obsada
- Ryan Guzman - Brett
- Dave Randolph-Mayhem Davis - Toby Miller
- Molly Burnett – Ashley Bloom
- Raeden Greer – Sally

i inni